# 柏原宿

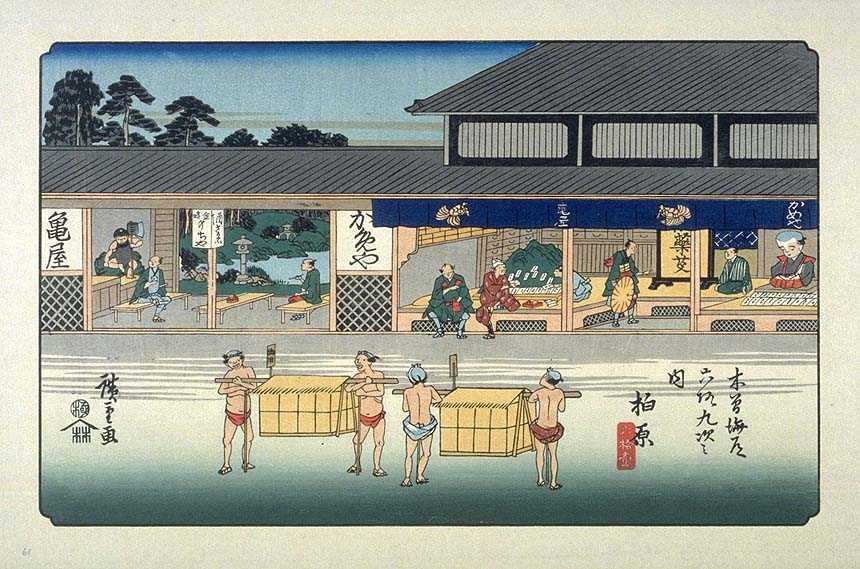
木曽海道六十九次 柏原（歌川広重画）

柏原宿（かしわばらしゅく、かしわばらじゅく）は、近江国坂田郡にあった中山道60番目の宿場（→中山道六十九次）で、現在は滋賀県米原市柏原。
『太平記』にすでに記載されている中世以来の宿場。艾（もぐさ）が特産品で、最盛時には10軒以上の艾屋があったという。

## 特徴

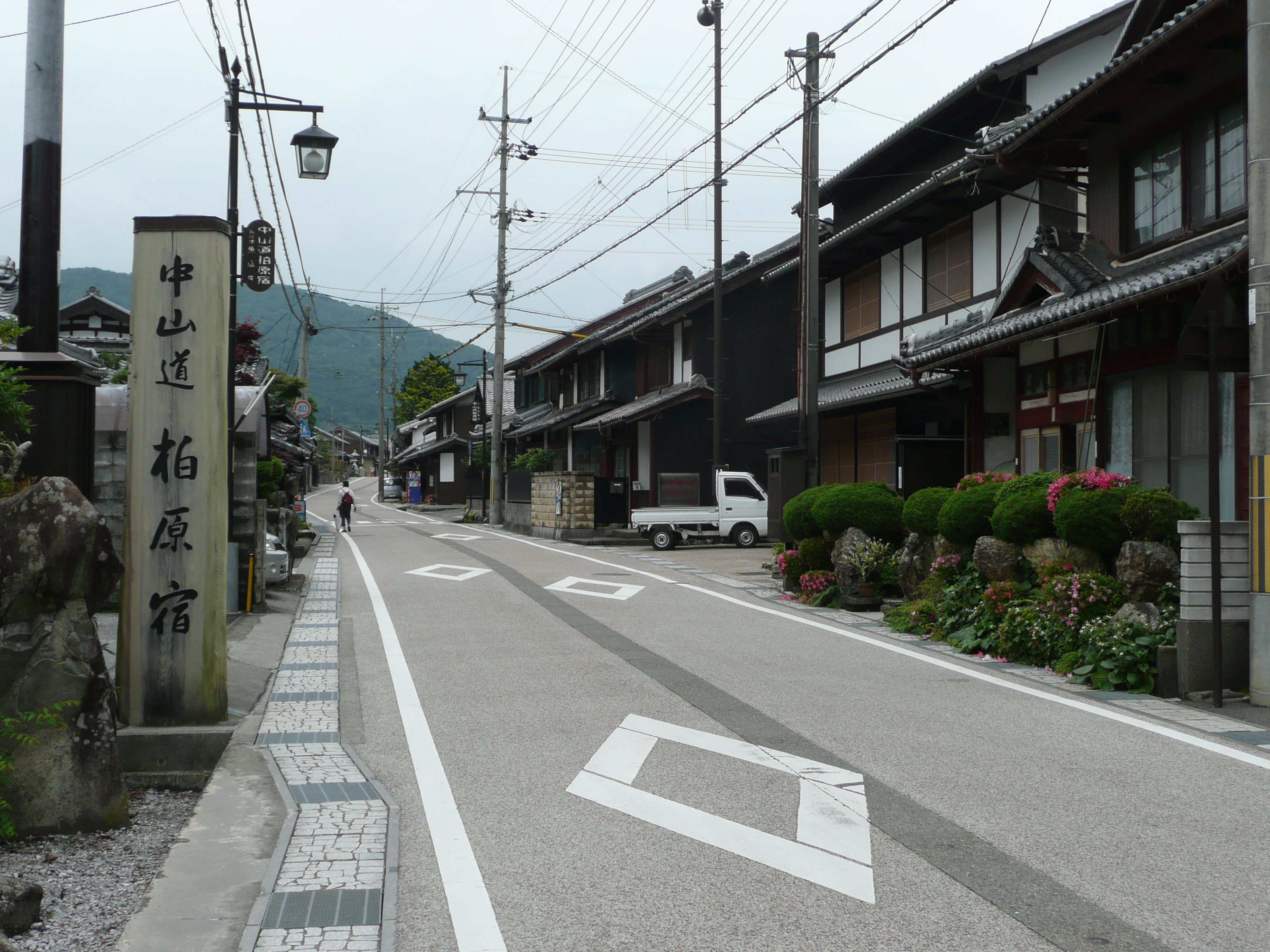
現在の柏原宿

天保14年（1843年）の『中山道宿村大概帳』によれば、柏原宿の宿内家数は344軒、うち本陣1軒、脇本陣1軒、旅籠22軒で宿内人口は1,468人であった。

## 最寄り駅
- JR東海道本線 柏原駅

## 史跡・みどころ
- 高札場跡
- 伊吹堂亀屋佐京商店 - 創業寛文元年。伊吹もぐさの老舗。
- 柏原宿歴史館 - 大人 300円、小人 100円。
- 成菩提院（じょうぼだいいん） - 最澄の開基と伝える古寺で、室町時代に貞舜が再興、信長・秀吉・家康の庇護を受けた。国の重要文化財の仏画など多数の文化財を所蔵。
- 徳源院（京極氏菩提寺）
- 北畠具行の墓

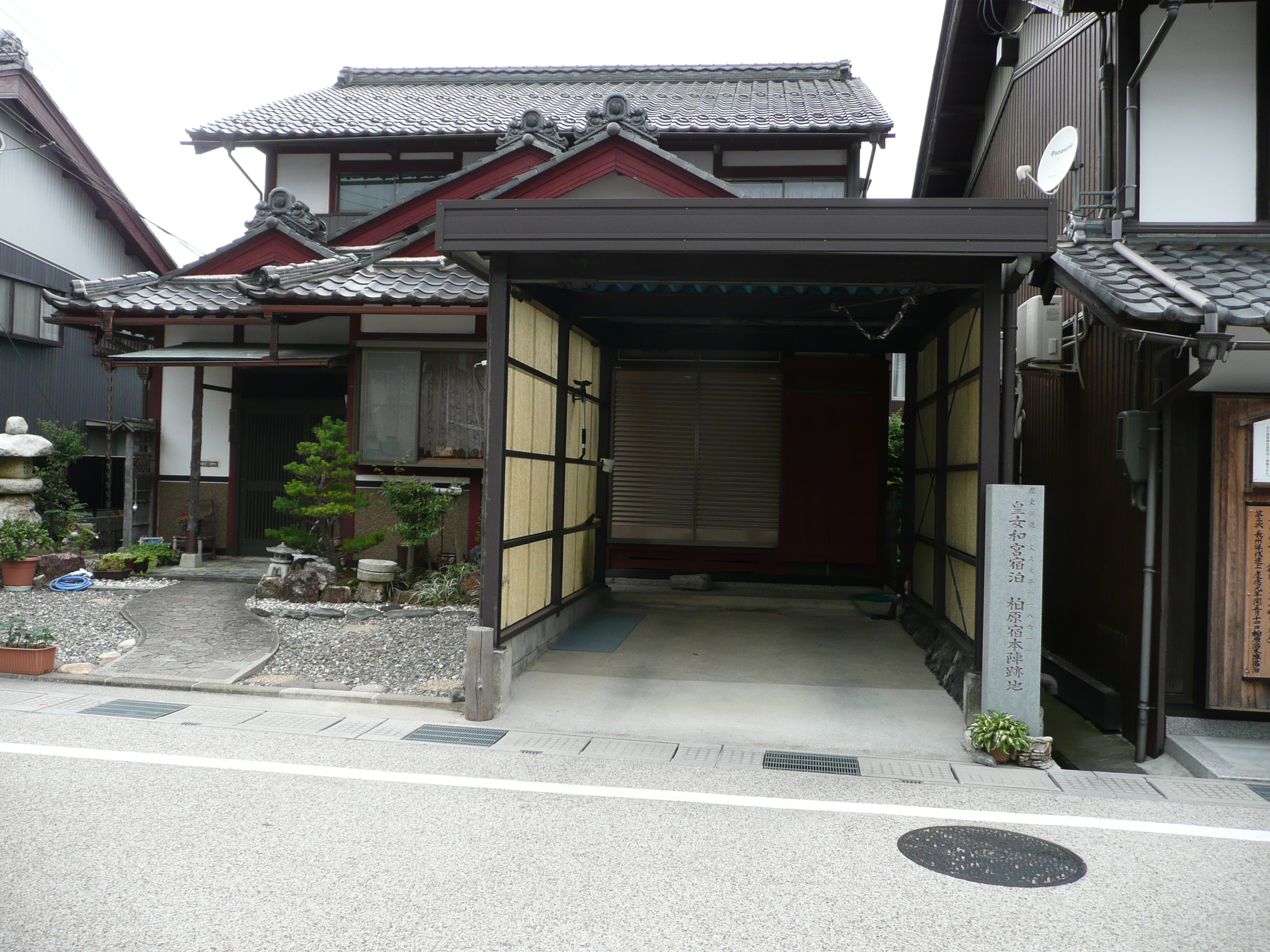
本陣跡
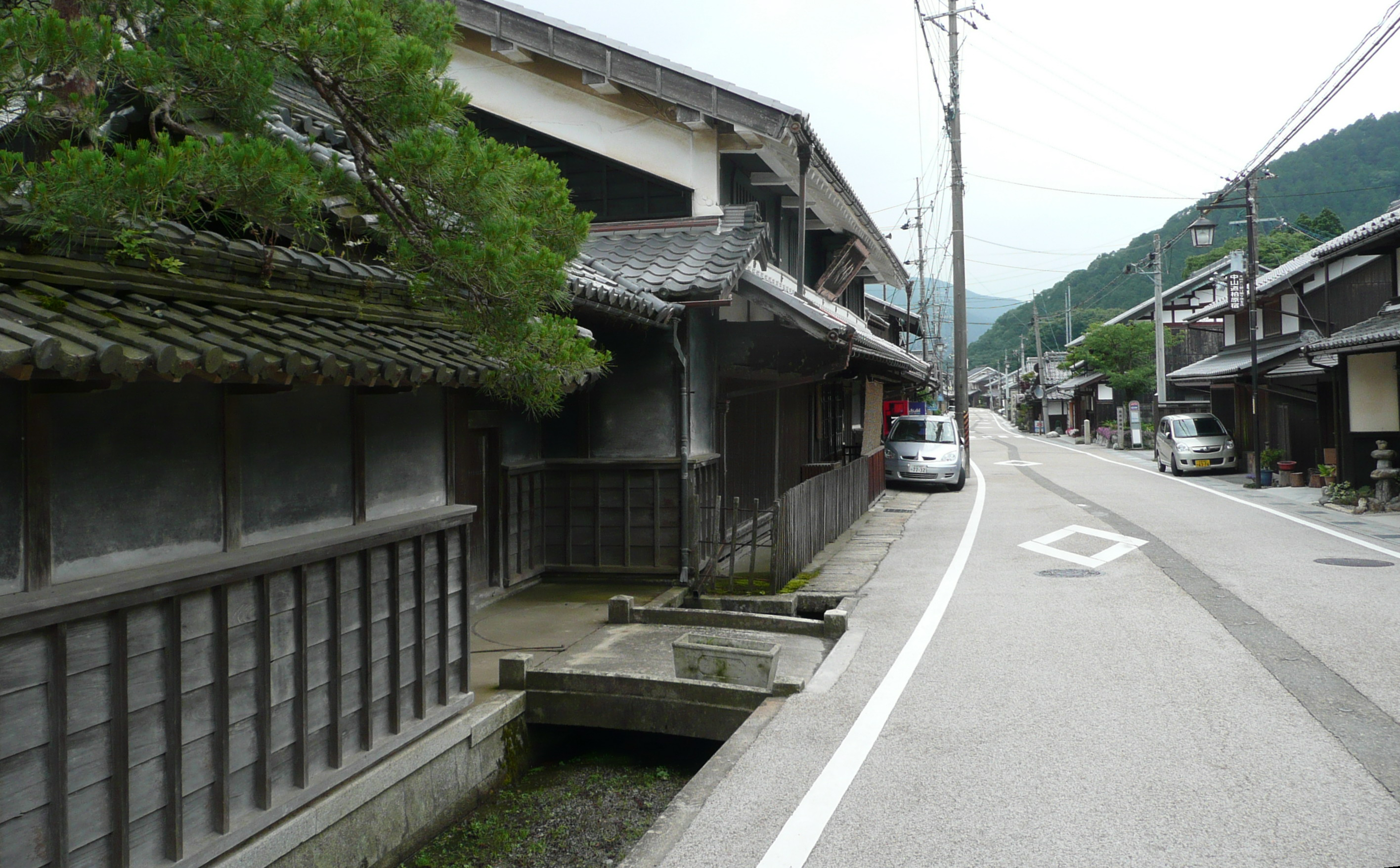
街並み
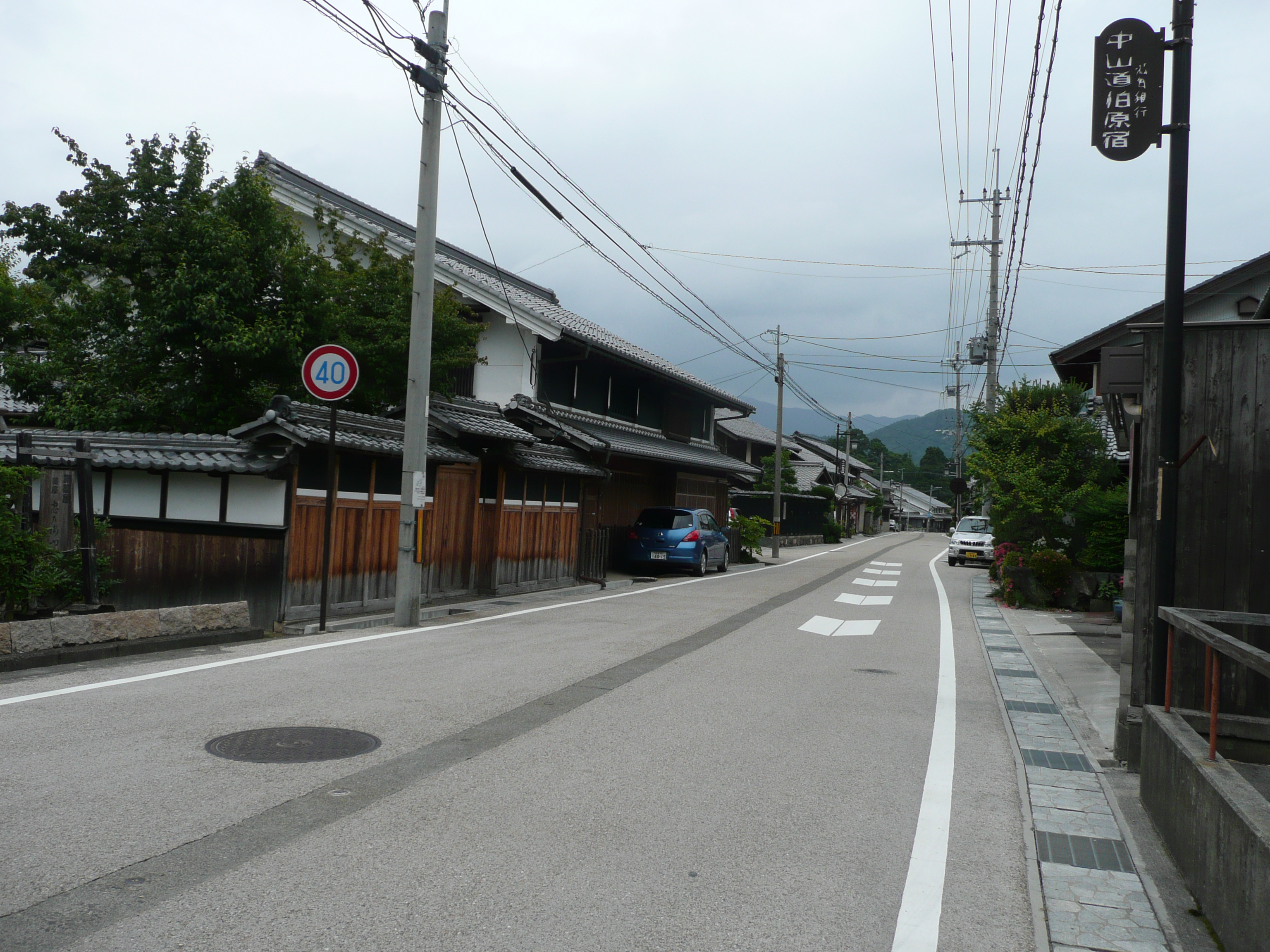
街並み
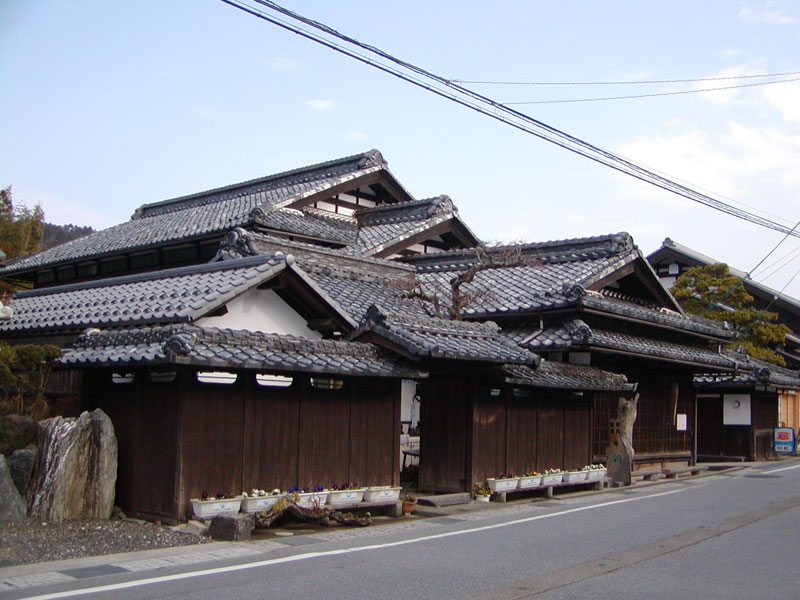
柏原宿歴史館

醒井宿までの史跡・みどころ
- 小川の関跡
- 番の面遺跡

## ゆかりの人々
- 北畠具行 - 後醍醐天皇に仕え倒幕の議に参画したが発覚しこの地で斬首された。
- 相楽総三 - 1868年1月17日、赤報隊を率いて滞在。中山道を東に向かう。
- 松浦吉松 - 柏原宿出身の貿易商。江戸時代から続くモグサ屋に生まれ、近江商人として京都をへて横浜で松浦貿易店を開業、日露戦争後ロシアに進出し松浦商会設立、ハルビンの中央大街で百貨店を経営し、満州における日本商社「松浦洋行」として成功した[1]。南米では藤崎三郎助と組んで藤松組を設立しアルゼンチン貿易事業を手がけた[2]。
- 吉村公三郎-映画監督で実家が宿場内に残っている。

## 隣の宿
中山道
今須宿 - 柏原宿 - 醒井宿